# Ostróvske (Djankoi)
|  | Per a altres significats, vegeu «Ostróvskoie». |

Ostróvske (en (ucraïnès): Островське, en rus: Островское) és un poble de la República Autònoma de Crimea a Ucraïna, que el 2014 tenia 126 habitants. Pertany al districte rural de Djankoi. Fins al 1948 la vila es deia Tarkhan-Sunak.